# Meis (mythologie)
Pour les articles homonymes, voir Meis.
Mei 魅 désigne, dans la mythologie chinoise, un esprit émanant du monde inanimé ou animal, en principe dangereux, souvent malfaisant et parfois vampirique. Les mei émanent de végétaux, de pierres, d’animaux ou de vieux objets ayant accumulé avec le temps assez d’essence vitale jing 精 ou de souffle pour changer de forme et agir. À l’origine de forme animale, hantant les lieux isolés éloignés de la civilisation, ils deviennent dans la littérature des Dynasties du Nord et du Sud des esprits fréquentant également les villes et pouvant prendre forme humaine, prototypes des femmes-renardes de Pu Songling. 
Le caractère 魅 désigne  selon le Shuowenjiezi (IIe siècle) l’essence vitale d’un vieil élément inanimé. Ce dictionnaire donne de plus comme variante le caractère homonyme 鬽, qui apparait dans les Rites des Zhou avec un sens similaire selon le commentaire de Zheng Xuan (鄭玄) (127-200).
Le caractère mei 魅 apparait dès l’antiquité (Zuo Zhuan, IVe siècle av. J.-C.) en association avec chi 魑. Selon le dictionnaire Cihai, un chimei 魑魅 est l’émanation du souffle des forêts de montagne et peut être malfaisant. De forme au moins partiellement animale, il se manifeste dans les endroits sauvages très éloignés. À partir des Han (206 av. J.-C. - 220 ap. J.-C.) on distingue aussi les guimei 鬼魅 invisibles qui hantent aussi les endroits isolés, mais moins éloignés, et les jingmei 精魅 qui deviendront le thème de nombreux contes à partir du IIIe siècle. Ces derniers peuvent se manifester en tout lieu, ville ou campagne, et prendre toutes sortes de formes, végétales, animales ou humaines, y compris celles d’un parent ou d’un ami. Ceux qui les rencontrent peuvent mourir de mort violente, être vampirisés de leur énergie vitale et souffrir d’une  « maladie démoniaque », ou plus rarement s’en sortir indemne. Les mei d’apparence féminine peuvent tomber enceintes d’humains et donner naissance à des enfants. Les miroirs, le feu, les chiens, les lames et les incantations de maîtres taoïstes ou moines bouddhistes peuvent révéler leur vraie nature et les contrer.